# Henry Lesser
Henry Lesser (* 8. Mai 1963 in Bad Liebenstein) ist ein ehemaliger Fußballspieler des DDR-Fußballspielbetriebs. In der höchsten Spielklasse des DDR-Fußball-Verbandes, der Oberliga, spielte er für die BSG Motor Suhl und den FC Carl Zeiss Jena. Lesser ist viermaliger DDR-Nationalspieler.

## Sportliche Laufbahn

### Anfänge und BSG Motor Suhl
Lesser stammt aus einer Skispringerfamilie und wandte sich als Schüler ebenfalls dem Skispringen zu, beendete aber nach schweren Stürzen sein Engagement in diesem Sport. Erst später wechselte er bei der Betriebssportgemeinschaft (BSG) Stahl Brotterode zum Fußball. Im November 1982 wurde er zum Armeedienst eingezogen, für den er sich durch seinen Studienwunsch auf drei Jahre hin verpflichtet hatte, konnte in dieser Zeit aber bei der Armeesportgemeinschaft Vorwärts Dessau Fußball in der zweitklassigen DDR-Liga spielen. Später wurde er von Dessau zum Fußballclub der Armeesportvereinigung Vorwärts, dem FC Vorwärts Frankfurt/Oder, delegiert. Dort blieb er aber – nachdem er zusammen mit Hardy Duckert nach dem Jahreswechsel 1983/84 aus dem Bezirksligakader in das Oberligateam hochgezogen wurde – in der 1. Mannschaft aber ohne Punktspieleinsatz.
Vom September 1984 an spielte er für den Oberligaaufsteiger Motor Suhl. Am 4. Oberligaspieltag wurde der 1,78 Meter große Stürmer in der Begegnung Wismut Aue – Motor Suhl (2:0) erstmals eingesetzt. Danach bestritt er bis auf den letzten Spieltag alle Punktspiele der Suhler und spielte in der Regel Mittelstürmer. In diesen 22 Erstligaspielen kam er auf vier Tore und wurde damit Torschützenbester der Motor-Mannschaft. Diese konnte die Oberliga nicht halten und stieg nach einem Jahr wieder in die Liga ab.

### FC Carl Zeiss Jena und DDR-Nationalelf
Lesser verließ daraufhin Suhl und schloss sich dem Oberligisten FC Carl Zeiss Jena an. Dort wurde der Sportstudent vom 1. Spieltag der Saison 1985/86 an in der Oberliga eingesetzt, hatte vom 8. Spieltag an einen Stammplatz als Flügelstürmer sicher und bestritt sämtliche 26 Punktspiele.
Anfang 1986 wurde Lesser in den Kader der DDR-Nationalmannschaft aufgenommen. Am 14. Februar 1986 bestritt er im Testspiel Mexiko – DDR (1:2) sein erstes Länderspiel, er wurde in der 80. Minute für den Rechtsaußenstürmer Ulf Kirsten eingewechselt. Bis zum April 1986 wurde er in drei weiteren Länderspielen eingesetzt, wobei er nur zuletzt im Spiel Brasilien – DDR (3:0) in der Startelf stand, dort aber auch nur 65 Minuten lang spielte.
In der Spielzeit 1986/87 fiel er in den ersten zwölf Punktspielen aus, sodass er in dieser Saison nur auf 14 Oberligaeinsätze kam. Nachdem er zunächst in der Reserveelf der Jenaer Ende November 1986 Spielpraxis gesammelt hatte und Anfang Dezember im FDGB-Pokal in der 1. Mannschaft sein Comeback gefeiert hatte, wurde Lesser vom 13. bis zum 26. Spieltag in allen Partien des Oberligateams eingesetzt. Auch in der Folgesaison stand er erst wieder vom 10. Spieltag an regelmäßig in der Oberligamannschaft des FC Carl Zeiss, nach wie vor als Flügelstürmer.
Am 4. Juni 1988 stand er als rechter Angreifer mit dem FC Carl Zeiss im Endspiel um den DDR-Fußballpokal, die Jenaer verloren das Spiel gegen den BFC Dynamo jedoch mit 0:2 in der Verlängerung. Nachdem Lesser die Saison 1988/89 lediglich als Ersatzspieler begonnen hatte, stellte ihn Trainer Lothar Kurbjuweit mit Beginn der Rückrunde in die Abwehr, wo Lesser alle Rückrundenpunktspiele in der Regel als rechter Verteidiger bestritt. Während der Saison 1989/90 deutete sich bereits Lessers Karriereende an, er kam nur noch elfmal in der Oberliga zum Einsatz, in der Rückrunde bestritt er lediglich zwei Begegnungen als Einwechselspieler. Am 1. September 1990 absolvierte Lesser ein letztes Pflichtspiel für die Oberligamannschaft des FC Carl Zeiss Jena. In der Partie des 3. Spieltages 1. FC Magdeburg – FC Carl Zeiss (4:3) spielte er als Linksaußenstürmer ein letztes Mal für 65 Minuten in der Jenaer Mannschaft. Es war sein 139. Pflichtspiel für den FC Carl Zeiss, darunter waren 96 Oberligamatches mit sechs Toren, 17 FDGB-Pokalpartien (zwei Treffer), vier torlose Europacupbegegnungen und 22 Auftritte im Intertoto-Cup mit zwei Torerfolgen.

### Weiterer sportlicher und beruflicher Werdegang
Zur Saison 1991/92 wechselte Lesser zu Borussia Fulda in die drittklassige Oberliga Hessen. Seine Laufbahn ließ er bei den hessischen Vereinen TSV Künzell, SG Bad Soden sowie Germania Fulda ausklingen. Ab 2000 bis zum April 2008 war Lesser, der schon während seiner Jenaer Zeit das Sportlehrerdiplom erworben hatte, bei Borussia Fulda als Trainer tätig. Mit Beginn der Saison 2010/11 übernahm er das Training des SV Neuhof 1910 in der siebtklassigen Gruppenliga Fulda, wo er am 21. Mai 2012 entlassen wurde. Ab der Saison 2012/13 war Lesser beim sechstklassigen Fuldaer Verbandsligisten TSV Lehnerz als Trainer tätig. Gleich in seinem ersten Trainerjahr gelang dem Klub der erstmalige Aufstieg in die fünftklassige Hessenliga. Am 24. Oktober 2017 wurde er erneut Trainer der Hessenligamannschaft Borussia Fulda. Im Jahr 2019 führte der Betriebswirt nach seinem Ausscheiden aus der Trainertätigkeit erstmals seit einem Vierteljahrhundert ein Leben ohne Doppelbelastung. Anfang der 2020er-Jahre arbeitete Lesser bei der Sparkasse Fulda.

## Trivia
Sein Vater Werner war ein erfolgreicher Skispringer und sein Sohn Max war Spielanalyst beim VfB Stuttgart und Ajax Amsterdam.